# World Series Baseball 2K3
A World Series Baseball 2K3 baseball-videójáték, melyet a Blue Shift Inc. fejlesztett és a Sega jelentetett meg. A játék 2003. március 10-én jelent meg PlayStation 2 és Xbox otthoni videójáték-konzolokra. A 2K3 a sorozat első tagja, amely egyből  multiplatform-címként jelent meg, illetve szintén az első, amely nem jelent meg egyetlen Sega-platformra sem.
A játék borítóján Jason Giambi New York Yankees-egyesvédő szerepel.

## Fejlesztés
A játék újdonságai között szerepel többek között egy új kameraállás, öt történelmi stadion (Crosley Field, Forbes Field, Griffith Stadium, Polo Grounds és Shibe Park), illetve különböző mozdulatok (drag bunt, hazafutások ellopása). A 2K3-ból eltávolították az előző játékban megjelent interneten keresztül többjátékos módot. A játéknak egy Nintendo GameCube-változata is fejlesztés alatt állt, azonban az végül nem jelent meg.
A játék az ESPN Sunday Night Baseball-stílusú prezentációját is licencelte.
Az előző játékból visszatért Ted Robinson kommentátor, azonban Mike Krukow szakkommentátort Rex Hudler váltotta.

## Fogadtatás
A Metacritic kritikaösszegző weboldal adatai szerint a játékot „általánosságban kedvező” fogadtatásban részesítették a kritikusok.

## Fordítás
- Ez a szócikk részben vagy egészben  a   World Series Baseball 2K3 című angol Wikipédia-szócikk ezen változatának fordításán alapul.  Az eredeti cikk szerkesztőit annak laptörténete sorolja fel. Ez a jelzés csupán a megfogalmazás eredetét és a szerzői jogokat jelzi, nem szolgál a cikkben szereplő információk forrásmegjelöléseként.